# Внутрішні Низовини
49°30′ пн. ш. 105°00′ зх. д. / 49.5° пн. ш. 105° зх. д.
Внутрішні Низовини, територія низовин і плоскогір'їв у США, між Великими Рівнинами та Аппалачами, на висоті від 100 м на півдні до 400 м на півночі; 800 тис. км²; охоплює гори Вошито і плато Озарк, на півночі район Великих Озер; головна річка — Міссісіпі ; вирощування зернових, бавовни; тваринництво; видобуток кам'яного вугілля, нафти, руд заліза, цинку, свинцю, міді;

## Головні міста
- Чикаго
- Детройт
- Сент-Луїс